# الدار شفیر
الدر شفیر (عبری: אלדר שפיר) دانشمند علوم رفتاری آمریکایی است و نویسنده کمیابی: چرا بسیار کم داشتن این‌قدر مهم است (با سندهیل مولاینیتن) است. وی استاد علوم رفتاری و سیاست‌های عمومی است از سال ۱۹۸۷ و استاد روان‌شناسی و روابط عمومی دانشکده روان‌شناسی دانشگاه پرینستون و دانشکده روابط عمومی و بین‌المللی وودرو ویلسون است. وی عضو دانشکده در انستیتوی علوم اجتماعی کمی در دانشگاه هاروارد است. او بنیان‌گذار و عضو هیئت مدیره آیدیاز42، یک سازمان غیرانتفاعی است که از علوم رفتاری برای حل مشکلات اجتماعی دشوار استفاده می‌کند. حوزه اصلی تحصیل وی اقتصاد رفتاری است، یعنی نحوه تصمیم‌گیری افراد در مورد نتایج مالی آنها تأثیر می‌گذارد. تحقیقات او او را به این نتیجه کلی رسانده‌است که مردم معمولاً وقتی تصور می‌کنند که منطقی هستند، تصمیمات غیرقابل‌اجتناب در مورد مسائل مالی می‌گیرند.

## تحصیلات و شغل
شافر از دانشگاه براون فارغ‌التحصیل شد و دکترای خود را دریافت کرد. در علوم شناختی در سال ۱۹۸۸ از انستیتوی فناوری ماساچوست. در حال حاضر، او استاد روانشناسی و روابط عمومی دانشکده روانشناسی دانشگاه پرینستون و دانشکده روابط عمومی و بین‌المللی وودرو ویلسون و عضو هیئت علمی دانشکده در پژوهشگاه علوم اجتماعی کمی در دانشگاه هاروارد است او رئیس پیشین انجمن داوری و تصمیم‌گیری است.
وی عضو مؤسسه تحقیقات پیشرفته کانادا، وابسته پژوهشی نوآوری‌ها برای اقدام به فقر و میزگرد اقتصاد رفتاری بنیاد راسل سیج، از جمله چندین سازمان تحقیقاتی دیگر است. وی اخیراً توسط رئیس‌جمهور اوباما به شورای مشورتی رئیس‌جمهور در مورد توان مالی منصوب شده‌است. وظیفه این شورا در نظر گرفتن راه‌های تقویت توانایی مالی در سراسر کشور است.
همراه با پیتر دیاموند و آموس تراورسکی، شافر طرفدار ایده توهم پول است و شواهد تجربی را برای وجود این اثر گردآوری می‌کند، هم در آزمایش و هم در شرایط دنیای واقعی.

## اقتصاد رفتاری
حوزه عمومی مورد علاقه الدر شافر تصمیم‌گیری، به ویژه اقتصاد رفتاری است: مطالعه نحوه تصمیم‌گیری افراد در هر روز. براساس تجربی، تحقیقات وی از زمینه‌های روانشناسی و اقتصاد استنتاج می‌شود تا از این دیدگاه که تصمیم‌گیری غالباً براساس آنچه که توسط مدل‌های عامل منطقی فرض شده‌است، مبتنی نیست. شفیر تأثیر عوامل اجتماعی، شناختی و عاطفی در تصمیمات اقتصادی را مورد بررسی قرار می‌دهد، مانند رفتار افرادی که در تضاد هستند و هنگام مواجهه با تصمیم، احساس عدم اطمینان می‌کنند. به عنوان مثال، در مطالعه ای با شرکت آموس تراورسکی که دانش آموزان پرینستون را درگیر کرده بود، مشخص شد که افراد تمایل دارند هنگام مواجهه با تصمیم پیچیده و نتیجه ای، روش‌هایی برای تصمیم‌گیری پیدا نکنند. نتیجه مشابه در مورد پزشکان در ایالات متحده و کانادا نیز یافت شد که آنها تصمیم می‌گیرند که همیشه ممکن است به نفع بیماران باشد وقتی که چندین گزینه را درگیر می‌کند. اینها بر خلاف این فرض است که به محض اینکه شخص با مجموعه ای از گزینه‌ها روبرو شود و به برخی از روشهای ارزیابی مجهز شود، وی بهترین گزینه را انتخاب می‌کند.
شفیر طرفدار وجود اثر توهم پول است، فرضیه ای که مردم تمایل دارند به صورت اسمی و نه واقعی، به ارز فکر کنند. مردم اگر به‌طور معمول مبلغ ارزش پول (ارزش اسمی آن) را برای قدرت خرید (ارزش واقعی) خود اشتباه کنند، تصمیم‌های مالی منطقی نمی‌گیرند، و این پیامدهایی برای نظریه اقتصادی و سیاست‌های عمومی دارد. در یک سلسله مطالعات تجربی، شافر به همراه محققان پیتر الماس و تورسکی شواهدی از موقعیت‌های تجربی و دنیای واقعی ارائه داده‌اند که تعدادی از عوامل مانند سوگیری شناختی بر تصمیم‌گیری تأثیر می گذارد.

## تصمیم‌گیری و فقر
تحقیقات کنونی شفیر، بر تأثیر فقر در تصمیم‌گیری است، روانشناسی «نداشتن کافی». وی هنگامی که دریافت کمک هزینه ای از بنیاد راسل سجیج برای بررسی «ادراک، نگرش‌ها و تصمیمات کسانی که در فقر زندگی می‌کنند تعیین کرد که آیا آنها تصمیمات مالی را بر مبنای متفاوتی نسبت به دیگران دریافت می‌کنند، تمرکز خود را روی این موضوع تحقیق شروع کرد.»
در مورد فقر دو مدرسه عمومی وجود دارد. یکی می‌گوید فقیر به‌طور عقلانی عمل می‌کنند اما دارای ارزشهای انحرافی هستند که منجر به «فرهنگ فقرا» می‌شود. دوم معتقد است که به دلیل نگرش نادرست و مشکلات روانشناختی، افراد فقیر انتخاب ضعیف می‌کنند. شافر و همکارانش دیدگاه سوم را مطرح کردند: هیچ تفاوتی در روشهای محاسبه نتایج بین فقیر و افراد دیگر وجود ندارد. افراد فقیر همانند سایر افراد در تصمیم‌گیری اشتباه می‌کنند، اما به دلیل اینکه حاشیه خطا برای فقرا بسیار کمتر است، تصمیمات بد آنها منجر به عواقب بدتری می‌شود. به‌طور خاص نشان داده شد که فقر مانند سایر انواع کمبودها مانند زمان و رژیم غذایی است که بر عملکرد و کنترل شناختی افراد تأثیر منفی می‌گذارد.
با این حال، مطالعات اخیر نشان داده‌اند که روانشناسی فقرا شبیه به افرادی که به دلایل دیگر از جمله از کار بیش از حد سخت تأکید است، کسانی که با توجه به تنها و بدون اتصال به یا کسانی که کالری فاقد این دلیل که آنها در یک رژیم غذایی هستند، شافر وی گفت: "ایده این است که روانشناسی وجود دارد که ناشی از نداشتن کافی است، و این باعث می‌شود که شما به شدت بر آنچه ندارید متمرکز شوید." "این باعث می‌شود که از مواردی که خارج از حوزه تمرکز شما هستند غفلت کنید، و مردم تمایل به وام گرفتن و سوء استفاده از آنها را دارند."

## جوایز و عضویت
به تازگی به شفیر بورسیه گوگنهایم اعطا شد. وی گفت که برای ادامه تحقیقات خود در زمینه روانشناسی کمبود، از این پول استفاده خواهد کرد. قبلاً ، شفیر جایزه پژوهشگر جدید هیلل آینهرن را از انجمن داوری و تصمیم‌گیری و جایزه یادبود چیس را دریافت کرده بود. وی عضو منتخب آکادمی هنر و علوم آمریکا است.